# Westlicher Weißkehl-Ameisenschlüpfer
Der Westliche Weißkehl-Ameisenschlüpfer, jetzt Kurzschwanz-Ameisenschlüpfer (Myrmotherula ignota, Syn.: Myrmotherula brachyura ignota), zählt innerhalb der Familie der Ameisenvögel (Thamnophilidae) zur Gattung Myrmotherula.
Die Art kommt von Ostpanama über Westkolumbien bis Nordwestecuador und im oberen Amazonasbecken von Ostkolumbien bis Nordostperu und Brasilien vor.
Das Verbreitungsgebiet umfasst immergrünen feuchten Tiefwald, Lebensräume mit größeren Bäumen, Waldränder, Lichtungen und bewaldete Flussränder, im Amazonasbecken Terra Firme und Várzea, jeweils meist bis 600, gelegentlich bis 1100 m Höhe.
Der lateinische Artzusatz kommt von lateinisch ignotus ‚versteckt, unbekannt‘.
Die Art wurde früher als konspezifisch mit dem Östlichen Weißkehl-Ameisenschlüpfer (Myrmotherula brachyura) angesehen.

## Merkmale
Der  Vogel ist 7 bis 8 cm groß und hat einen winzigen Schwanz. Das Männchen ist auf der Oberseite schwarz mit schmalen weißen, angedeutet gelb tingierten Streifen, die Kopfoberseite ist nicht gestreift. Es hat einen breiten schwarzen Hinteraugenstrich, weiße Ohrdecken, einen weißen Interskapularfleck. Die Unterseite ist leicht schwarz gestreift.
Die schwarzen Deckflügel haben breite weiße Spitzen, die Flugfedern weiße Ränder.
Gegenüber dem Östlichen Weißkehl-Ameisenschlüpfer (Myrmotherula brachyura) ist der Kinnstreif breiter, der Hinteraugenstrich deutlicher und die Strichelung der Unterseite weniger ausgeprägt.
Das Weibchen unterscheidet sich durch leichte Streifen auf der Kappe, den fehlenden Interskapularfleck und lehmfarbene Färbung der Kopfseiten.

## Geografische Variation

Verbreitungsgebiet (grün) des Westlichen Weißkehl-Ameisenschlüpfers

Es werden folgende Unterarten anerkannt:
- M. i. ignota Griscom, 1929, Nominatform – Ostpanama, Kolumbien und Nordwestecuador
- M. i. obscura J. T. Zimmer, 1932 – Ostkolumbien bis Nordostperu und Nordwestbrasilien

Letztere wird mitunter als eigene Art Kurzschnabel-Ameisenschlüpfer (Myrmotherula obscura) angesehen.

## Stimme
Der Gesang wird als dem des Östlichen Weißkehl-Ameisenschlüpfers (Myrmotherula brachyura) ähnlich, aber langsamer beschrieben.

## Lebensweise
Die Nahrung besteht aus einer Vielzahl kleiner Insekten, die allein, zusammen mit dem Partner oder in Familien, gern auch in gemischten Jagdgemeinschaften in 10 bis 40 m Höhe gejagt werden. Jagt er zusammen mit dem Östlichen Weißkehl-Ameisenschlüpfer (Myrmotherula brachyura), hält er sich meist mehr in der Baumkrone auf.
Die Brutzeit soll im August in Peru sein, das Nest ist eine 6 cm breite und gleich tiefe Schale, die in 9 m Höhe an eine kleine Astgabel gehängt wird.

## Gefährdungssituation
Der Bestand gilt als nicht gefährdet (Least Concern).